# Carolijn Lilipaly
Carolijn Lilipaly (Middelburg, 22 juli 1969) is een Nederlands voormalig televisiepresentatrice van Molukse afkomst.

## Biografie
Carolijn Lilipaly is een dochter van PvdA-Kamerlid John Lilipaly (1943-2022). Als student rechten werd ze aangenomen als presentator bij MTV. In deze periode nam ze de naam Carolyn aan, die voor Engelstaligen makkelijker uit te spreken was. In de vijf jaar die ze voor MTV werkte, reisde ze de hele wereld rond en interviewde ze veel bekende internationale sterren uit de muziek- en filmwereld. Later ging ze presenteren bij CNBC Europe, Net5 in New York en Canal+. In 1999 speelde ze zelf mee in The Delivery.
Vanaf januari 2003 was Lilipaly presentatrice van de ochtendbulletins van het NOS Journaal. Hoogtepunt in haar korte tijd bij de NOS was de presentatie van het extra Journaal rondom de arrestatie van Saddam Hoessein. Vanaf begin 2004 tot 2008 presenteerde ze het nieuws bij Omroep Zeeland. Daarna was Lilipaly niet meer op tv te zien en baatte ze een eigen galerie voor sieraden en objecten uit in Antwerpen.
Sinds juni 2017 promoot ze Zeeland als filmlocatie met haar bedrijf Zeeland Film Commission.

## Privé
Ze was getrouwd van 1998 tot 2002 met de Belgische zanger/presentator Koen Wauters.